# Anshan (China)
Anshan é uma cidade da China, na província de Liaoning. Tem cerca de 2.27 milhões de habitantes.

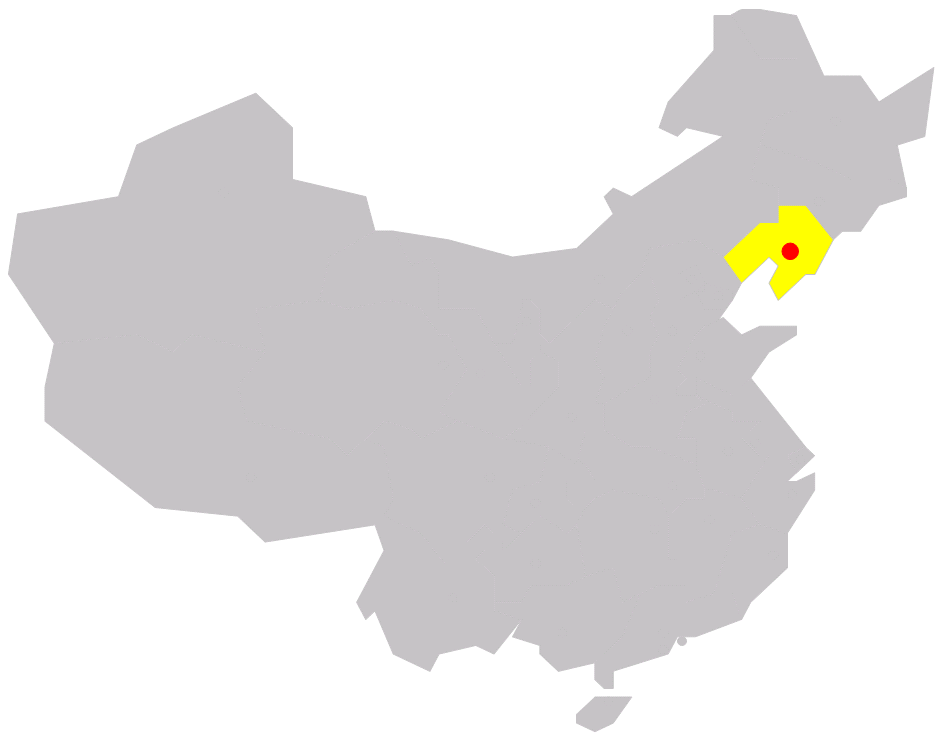
Localização de Anshan na China.
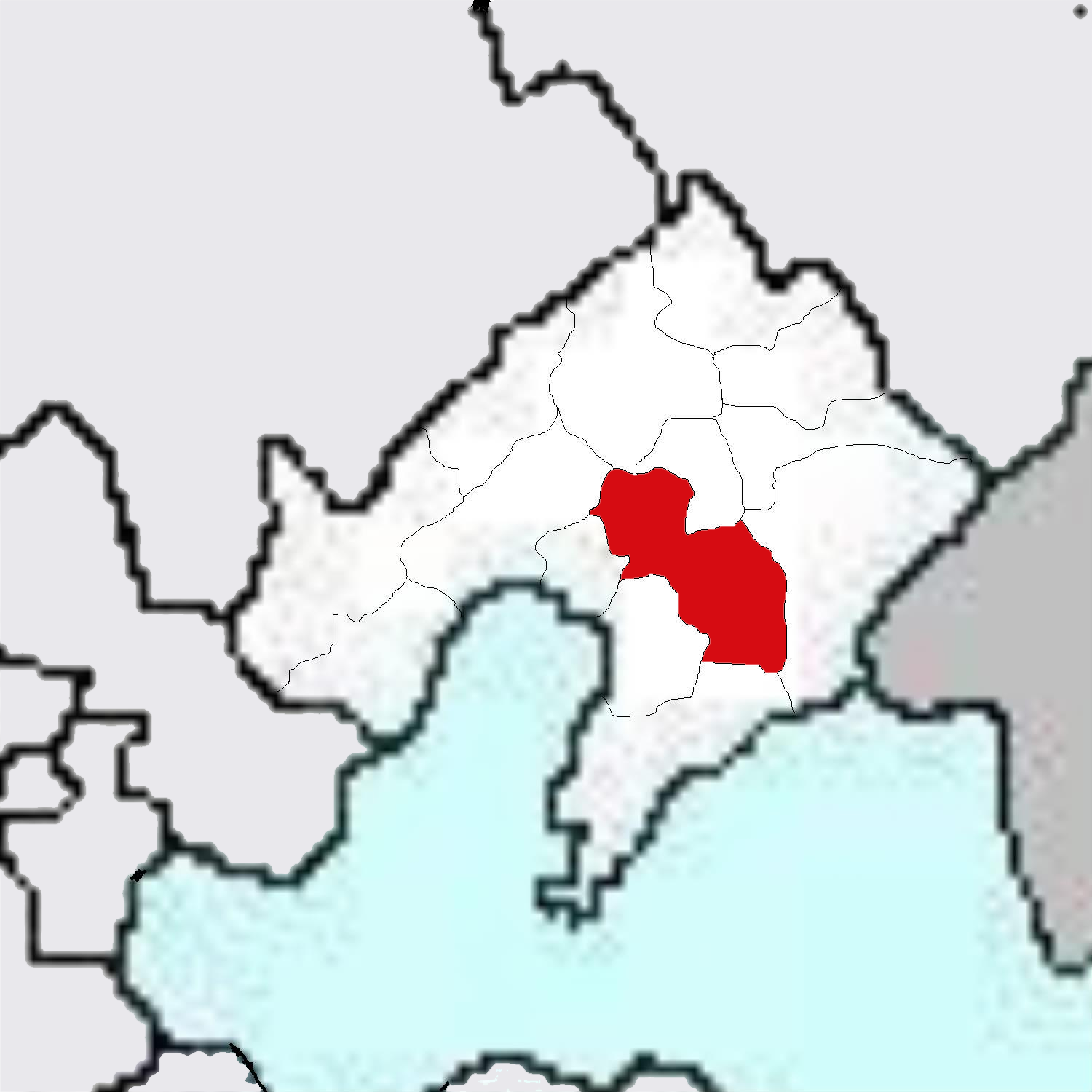
Localização de Anshan em Liaoning.